# 1761
| [ Edytuj tabelę ]              | |
| Król Polski                    | - 1733 August III Sas 1763 |
| Emir Afganistanu               | - 1747 Ahmed Szah Abdali (padyszach) 1772 |
| Współksiążęta Andory           | - 1757 Francesc Josep Catalán de Ocón 1762 - 1715 Ludwik XV 1774                                                                                          |
| Elektor Bawarii                | - 1745 Maksymilian III Józef 1777 |
| Sułtan Brunei                  | - 1745 Hussin Kamaluddin 1762 |
| Cesarz Chin                    | - 1735 Qianlong 1796 |
| Król Czech                     | - 1743 Maria Teresa 1780 |
| Król Danii                     | - 1746 Fryderyk V 1766 |
| Dalajlama                      | - 1758 Jamphel Gjaco 1804 |
| Cesarz Etiopii                 | - 1755 Joas I 1769 |
| Król Francji                   | - 1715 Ludwik XV 1774 |
| Król Hiszpanii                 | - 1759 Karol III 1788 |
| Landgraf Hesji-Kassel          | - 1760 Fryderyk II Heski 1785 |
| Stadhouder Holandii            | - 1751 Wilhelm V Orański 1795 |
| Szach Iranu                    | - 1750 Karim Chan 1779 |
| Państwo Wielkich Mogołów       | - 1759 Shah Alam II 1806 |
| Król Irlandii                  | - 1760 Jerzy III Hanowerski 1820 |
| Cesarz Japonii                 | - 1747 Momozono 1762 |
| Kalif                          | - 1757 Mustafa III 1773 |
| Patriarcha Konstantynopola     | - 1757 Serafim II 1761 - 1761 Joannik III 1763 |
| Władca Korei                   | - 1724 Yŏngjo 1776 |
| Książę Kurlandii i Semigalii   | - 1759 Karol Krystian Wettyn 1763 |
| Emir Kuwejtu                   | - 1752 Sabah I 1762 |
| Książę Liechtensteinu          | - 1748 Józef Wacław 1772 |
| Sułtan Maroka                  | - 1757 Muhammad III 1790 |
| Książę Monako                  | - 1733 Honoriusz III 1793 |
| Król Nawarry                   | - 1710 Ludwik XV 1774 |
| Król Norwegii                  | - 1746 Fryderyk V 1766 |
| Sułtan Omanu                   | - 1749 Ahmad ibn Sa’id 1783 |
| Elektor Palatynatu             | - 1742 Karol IV Teodor 1799 |
| Papież                         | - 1758 Klemens XIII 1769 |
| Książę Parmy i Piacenzy        | - 1748 Filip 1765 |
| Król Portugalii                | - 1750 Józef 1777 |
| Król w Prusach                 | - 1740 Fryderyk II Wielki 1772 |
| Car Rosji                      | - 1741 Elżbieta 1762 |
| Cesarz Rzymski (niemiecki)     | - 1745 Franciszek I Lotaryński 1765 |
| Kapitanowie Regenci San Marino | - 1760 Giambattista Angeli Giovanni Pietro Martelli 1761 - 1761 Francesco Maccioni Marino Martelli 1761 - 1761 Filippo Manenti Marc' Antonio Tassini 1762 |
| Elektor Saksonii               | - 1733 Fryderyk August II (król Polski) 1763 |
| Król Sardynii                  | - 1730 Karol Emanuel III 1773 |
| Król Szwecji                   | - 1751 Adolf Fryderyk 1771 |
| Król Tajlandii                 | - 1758 Suriyamarin 1767 |
| Sułtan Turków                  | - 1757 Mustafa III 1774 |
| Doża Wenecji                   | - 1752 Francesco Loredano 1762 |
| Król Węgier                    | - 1740 Maria Teresa 1780 |
| Monarcha Wielkiej Brytanii     | - 1760 Jerzy III 1820 |
| Premier Wielkiej Brytanii      | - 1757 Thomas Pelham-Holles 1762 |

Rok 1761 / MDCCLXI
stulecia: XVII wiek ~
XVIII wiek ~
XIX wiek

lata: 1751 «
1756 «
1757 «
1758 «
1759 «
1760 «
1761
» 1762
» 1763
» 1764
» 1765
» 1766
» 1771

## Wydarzenia w Polsce
- 27 kwietnia – zwołano nadzwyczajny sejm w celu omówienia zjawiska nielegalnego emitowania pieniądza polskiego przez Prusaków. Zaproponowano zmianę waluty i otwarcie mennicy państwowej, jednak nie podjęto żadnych decyzji, ponieważ sejm został zerwany na tle konfliktu z ministrem Henrykiem Brühlem.
- 16 grudnia – wojna siedmioletnia: po 5 miesiącach oblężenia Rosjanie zdobyli Twierdzę Kołobrzeg.

## Wydarzenia na świecie
- 14 stycznia – armia afgańska pokonała Marathów w trzeciej bitwie pod Panipatem.
- 16 stycznia – Brytyjczycy zajęli francuskie terytorium Puducherry w Indiach.
- 26 maja – Michaił Łomonosow podczas obserwacji przejścia Wenus na tle tarczy Słońca odkrył jej atmosferę.
- 6 czerwca – rosyjski uczony Michaił Łomonosow, podczas obserwacji przejścia Wenus na tle tarczy Słońca, odkrył jej atmosferę.
- 15 lipca – wojna siedmioletnia: rozpoczęła się bitwa pod Vellinghausen.
- 15 sierpnia – ścisłe przymierze francusko-hiszpańskie (tzw. trzeci pakt familijny) skierowane przeciwko Wielkiej Brytanii.
- 22 września – odbyła się koronacja króla Wielkiej Brytanii Jerzego III i jego żony Charlotty.

## Urodzili się
- 23 stycznia - Polikarp Augustyn Marciejewski, polski duchowny katolicki, biskup pomocniczy sejneński (zm. 1827)
- 29 stycznia - Albert Gallatin, amerykański polityk, finansista, senator ze stanu Pensylwania (zm. 1849)
- 31 stycznia - Wilson Cary Nicholas, amerykański polityk, senator ze stanu Wirginia (zm. 1820)
- 3 lutego - Anna Charlotta Dorota von Medem, księżna Kurlandii i Semigalii (zm. 1821)
- 8 marca – Jan Nepomucen Potocki, polski pisarz i polityk (zm. 1815)
- 8 kwietnia – Wilhelm Józef Chaminade, francuski ksiądz, błogosławiony katolicki (zm. 1850)
- 14 maja - Samuel Dexter, amerykański polityk, senator ze stanu Massachusetts (zm. 1816)
- 24 lipca – Jakub Jasiński, polski poeta i generał (zm. 1794)
- 15 sierpnia - Johann Genersich, spiskoniemiecki pedagog, literat i historyk (zm. 1823)
- 23 września – Ifigenia od św. Mateusza, francuska sakramentka, męczennica, błogosławiona katolicka (zm. 1794)
- 23 listopada – Ignacy Delgado, hiszpański dominikanin, misjonarz, biskup, męczennik, święty katolicki (zm. 1838)
- data dzienna nieznana: 
  - Cecylia Yu So-sa, koreańska męczennica, święta katolicka (zm. 1839)

## Zmarli
- 26 stycznia – Charles Louis Auguste Fouquet, francuski marszałek i polityk (ur. 1684)
- 17 kwietnia – Thomas Bayes, brytyjski matematyk i duchowny prezbiteriański (ur. ok. 1702)
- 19 września – Pieter van Musschenbroek, holenderski fizyk. (ur. 1692).

## Zdarzenia astronomiczne
- 6 czerwca – przejście Wenus na tle tarczy słonecznej[1]

## Święta ruchome
- Tłusty czwartek: 29 stycznia
- Ostatki: 3 lutego
- Popielec: 4 lutego
- Niedziela Palmowa: 15 marca
- Wielki Czwartek: 19 marca
- Wielki Piątek: 20 marca
- Wielka Sobota: 21 marca
- Wielkanoc: 22 marca
- Poniedziałek Wielkanocny: 23 marca
- Wniebowstąpienie Pańskie: 30 kwietnia
- Zesłanie Ducha Świętego: 10 maja
- Boże Ciało: 21 maja